# Luftsport
Begrebet Luftsport dækker:
- Ballonflyvning
- Faldskærmsudspring
- Hanggliding
- Kunstflyvning
- Modelflyvning
- Motorflyvning
- Paragliding
- Svæveflyvning

I Danmark er alle disse sportsgrene repræsenteret af KDA, Kongelig Dansk Aeroklub.